# Račke
»Račke« (original: »Chip Chip«; nem.; »Ententanz« ali »Vogerltanz«; angl.: »Dance Little Bird« oziroma »Chicken Dance«; slov.: »Vesele račke« in »Račji ples«), je instrumentalna skladba, ki jo leta 1957 skomponiral švicarski harmonikar Werner Thomas iz Davosa. Zraven sodi tudi istoimenski ples, ki ga je Thomas razvil leta 1963, ko je skladbo s harmoniko tudi prvič začel igrati po hotelih in smučiščih Davosa, da bi animiral publiko.
Skupaj je bilo posnetih že več kot 370 priredb pesmi v 42 državah in že preko 40 milijonov prodanih plošč v vseh izvedbah. Skladba je leta 1980 v izvedbi nizozemske skupine Electronica's zaslovela po vsej Evropi; dve leti pozneje pa je ameriški glasbenik Bob Kames, znan kot polka izvajalec, posnel svojo verzijo in jo predstavil Ameriki ter s tem postal najbolj zaslužen za popularizacijo skladbe po vsem svetu.

## Različne priredbe

### Cash & Carry
Leta 1973 je belgijski producent Louis Julien van Rijmenant (psevdonim: Terry Rendall) odkril Thomasa v Sun Star Hotelu v Davosu, ko je ta na harmoniko preigraval to skladbo. Zapisal si je note in tako postal soavtor te verzije, ki jo je kot producent, v kratkem izdal pri belgijski založbi kot single, z naslovom »Tchip Tchip« v izvedbi skupine Cash & Carry with Bobby Setter & Co. To je bila sploh prva studijsko posneto izvedba skladbe, nakar je od lokalne prepoznavnosti, zaslovela po vsej Švici in Belgiji, kjer je zasedla 1. in 6 mesto na glasbenih lestvicah. Plošča je bila izdana v 100,000 izvodih.

### Electronica's
Leta 1980 je nizozemska instrumentalna skupina izdala skladbo pod naslovom »Dance Little Bird« (De vogeltjesdans), nizozemski producent Johnny Hoes pa je poleg Thomasa in Rendalla naveden tudi kot soavtor glasbe za to verzijo. Skladba je dosegla neverjetno popularnost in zasedla 1. mesto v Nemčiji in Norveški; 2. mesto v Avstriji; Top10 na Nizozemskem in Švici; ter 22. mesto v Veliki Britaniji.

### Slovenija
Na nastopih v Franciji z Andrejem Šifrerjem sta Janez Hvale in Romana Ogrin zasledila izredno zabavno in dobro sprejeto pesem, za katero sta bila takoj prepričana, da jo je potrebno prenesti v Slovenijo.

### Sibila
Leta 1982 je skupine Sibila z Romano Krajnčan izdala »Račji ples« z besedilom Ivana Sivca in aranžmajem Romaninega očeta. Romana Kranjčan je sicer istočasno prepevala pri Dvanajsto nadstropje, a ne pri tej pesmi.

### Dvanajsto nadstropje
Leta 1982 je bila izdana tudi skladba »Vesele račke« skupine Dvanajsto nadstropje, z besedilom Toneta Fornezzija in aranžmajem Martina Žvelca. Ta verzija se pri ljudeh ni prijela tako kot »Račji ples«.

## Tedenske lestvica

### Cash & Carry
| Lestvica (1973–74)              | Top mesto |
| ------------------------------- | --------- |
| Belgija (Ultratop 50 Flandrija) | 6         |
| Švica (Schweizer Hitparade)     | 1         |

### Electronica's
| Lestvica (1980–81)                  | Top mesto |
| ----------------------------------- | --------- |
| Avstrija (Ö3 Austria Top 40)        | 2         |
| Nemčija (Official Charts Germany)   | 1         |
| Nizozemska (Dutch Top 40)           | 8         |
| Nizozemska (Single Top 100)         | 6         |
| Norveška (VG-lista)                 | 1         |
| Švica (Schweizer Hitparade)         | 7         |
| Velika Britanija (UK Singles Chart) | 22        |

### J. J. Lionel
| Lestvica (1981) | Top mesto |
| --------------- | --------- |
| Francija (SNEP) | 1         |

## Ples
Leta 1963 si je Werner Thomas izmislil spremljevalni ples, da bi med preigravanjem po švicarskih hotelih, animiral publiko. Navdih je dobil pri svojih 130 racah in 25 goseh, ki jih je sam imel doma. Prvi korak predstavlja gosji kljun, drugi korak zamah race s krili, tretji korak s koleni skupaj simbolizira hojo rac in zadnji četrti korak, kjer z stiskanjem in ploskanjem rok odganjamo živali. V angleščini je znan kot »The Chicken Dance«.

## Imena v drugih jezikih
- Bolgarščina — Патешкият танц
- Češčina — Ptačí tanec (kuřátka)
- Nizozemščina — De Vogeltjesdans
- Estonščina — Tibutants
- Finščina — Tiputanssi
- Francoščina — La danse des canards
- Nemščina — Vogerltanz ali Ententanz
- Grščina — Ta papakya stee seera (Gr. Τα παπάκια στη σειρά)
- Hebrejščina — ריקוד הציפורים (Rikud Ha'Tsiporim)
- Madžarščina — Kacsatánc
- Islandščina — Fugladansinn
- Italijanščina — Il ballo del qua qua
- Japonščina — Okashi Tori
- Korejščina — 모두가 천사라면 (Moduga cheonsaramyeon)
- Norveščina — Fugledansen
- Portugalščina — A dança do passarinho
- Poljščina — Kaczuszki
- Ruščina — Танец маленьких утят
- Španščina — Pajaritos a bailar / El baile de los pajaritos / Y el mundo a bailar
- Švedščina — Fågeldansen / Kycklingdansen